# Conservatorio Statale Gaetano Braga
Il conservatorio Gaetano Braga è un istituto di studi musicali di grado universitario con sede a Teramo.
Con 127 anni di attività e 115 di storia è il più antico conservatorio della regione Abruzzo.

## Storia
Fondato nel 1907 come continuazione temporale della “La Cetra” nata nel 1895 come associazione di promozione musicale, per iniziativa della cittadinanza teramana, per portare la musica in città.
La scuola è intitolata alla memoria del compositore giuliese Gaetano Braga, l'istituto è stato il primo conservatorio ad essere aperto nella regione Abruzzo, visto che gli altri 2 conservatori di Pescara e L'Aquila sono stati aperti rispettivamente negli anni 30 e 60 del 900.
All'epoca della fondazione, nacque come ente privato è stato statalizzato solo nel febbraio del 2015, diventato cosi Conservatorio Statale di Musica.

## Sede
Dopo il terremoto del 2016, la sede centrale della scuola è ospitata nelle strutture dell'Università di Teramo.
La scuola dispone anche di una succursale a Giulianova.

## Biografia
- http://www.istitutobraga.it/istituto.html